# Coptobasoides djadjoualis
Coptobasoides djadjoualis là một loài bướm đêm trong họ Crambidae.